# هوغو جايجر
هوغو جيجير هو سياسي ألماني، ولد في 1 أبريل 1901 في فورت إم فالد في ألمانيا، وتوفي في 8 يوليو 1984 في ميونخ في ألمانيا. نشط حزبياً في الاتحاد الاجتماعي المسيحي. وقد انتخب عضو مجلس الشورى الموحد لبافاريا ‏ وانتخب عضو في البوندستاغ الألماني خلال فترته النيابية ‏ (6 أكتوبر 1953 – 6 أكتوبر 1957) وانتخب عضو في البرلمان الأوروبي.

## وصلات خارجية
- هوغو جايجر على موقع مونزينجر (الألمانية)